# Последнее лето любви
«Последнее лето любви» (англ. Feast of July, букв. Июльский праздник) — британо- американская мелодрама 1995 года режиссёра Кристофера Менола, экранизация романа 1954 года Герберта Эрнеста Бейтса. Производство компании Buena Vista Pictures.
Премьера фильма состоялась 13 октября 1995 года в Великобритании. Фильм снимался в Дадли и Айронбридже, Англия. Кассовые сборы составили 293,274 доллара США.

## Сюжет
Действие фильма разворачивается в Англии в конце XIX века. Изабелла Форд (Эмбет Давидц), соблазнённая женатым повесой, в дороге рожает мёртвого ребёнка. Она прибывает в Аддисфорд, где ищет возлюбленного, Арка Уилсона (Грег Уайз). Он живет с семьей смотрителя маяка Бена Уэйнрайта (Том Белл), которого он здесь встретил. Его трое сыновей соревнуются за благосклонность женщины. Тем временем она обнаруживает, что Арч женат и имеет ребёнка. Опустошённая, она решает уйти. Кон (Бен Чаплин), влюблённый в неё, делает отчаянную попытку остановить её. Это приводит к трагическим последствиям.

## В ролях
- Эмбет Дэвидц — Изабелла Форд
- Бен Чаплин — Кон Уэйнрайт
- Джемма Джонс — миссис Уэйнрайт
- Кеннет Андерсон — Мэтти Уэйнрайт
- Том Белл — Бен Уэйнрайт
- Грег Уайз — Арч Уилсон
- Джеймс Пьюрфой — Джедд Уэйнрайт
- Дафна Невилл — миссис Митчелл